# روس هاريس
روس هاريس (بالإنجليزية: Ross Harris)‏ (16 أبريل 1985 بغلاسكو في المملكة المتحدة - ) هو لاعب كرة قدم بريطاني في مركز الوسط. لعب مع نادي دندي ونادي سلتيك ونادي ستيرلينغ ألبيون ونادي ألبيون روفرز.

## وصلات خارجية
- روس هاريس على موقع Soccerbase.com (لاعب) (الإنجليزية)